# Chlamydoselachus africana
Lo squalo dal collare sudafricano (Chlamydoselachus africana Ebert e Compagno, 2009) è una specie di squalo della famiglia dei Clamidoselacidi descritta nel 2009. Vive nelle acque profonde al largo della costa che va dall'Angola meridionale alla Namibia meridionale. È molto difficile distinguerlo dal meglio conosciuto squalo dal collare (C. anguineus), ma ha dimensioni inferiori e si differenzia da esso per la proporzione di alcune parti del corpo, come la lunghezza della testa e la larghezza della bocca. Sembra che sia specializzato nel predare altri squali più piccoli, i quali vengono catturati e ingoiati interi grazie alle mascelle flessibili e ai numerosi denti ricurvi e aghiformi. Molto probabilmente la riproduzione è ovovivipara, così come quella dell'altro membro della sua famiglia.

## Tassonomia
Lo squalo dal collare (C. anguineus) è stato a lungo ritenuto l'unica specie esistente del suo genere e della sua famiglia. L'esistenza di una seconda specie di Chlamydoselachus al largo dell'Africa meridionale venne ipotizzata per la prima volta nel febbraio del 1988, quando l'equipaggio della nave di ricerca sudafricana FRS Africana (da cui in seguito prenderà nome la specie) catturarono un esemplare sospetto al largo di Lüderitz (Namibia). Questo esemplare, un maschio adulto, era più piccolo degli esemplari adulti di C. anguineus e analisi successive rivelarono la presenza di altre differenze consistenti tra gli squali dal collare di quella regione e C. anguineus. La nuova specie venne denominata momentaneamente Chlamydoselachus "sp. A" e venne finalmente descritta nel 2009 da David Ebert e Leonard Compagno sulla comunicazione scientifica Zootaxa. L'olotipo è una femmina immatura lunga 117 cm catturata ad una profondità di 409 metri al largo della foce del Cunene (Namibia) dalla nave di ricerca Benguela.

## Distribuzione e habitat
La presenza dello squalo dal collare sudafricano è stata confermata solamente nelle acque al largo della costa che va dall'Angola meridionale alla Namibia meridionale. Alcuni squali dal collare sono stati catturati anche al largo del Sudafrica, al largo della Provincia del Capo Orientale a 1230-1400 metri di profondità, e al largo del KwaZulu-Natal, a 300 metri di profondità; non sappiamo, però, se anche tali esemplari appartengano a C. africana. Non sappiamo quasi nulla sugli habitat preferiti da questa specie; uno degli esemplari conosciuti è stato catturato a 425 metri di profondità, in una zona povera di ossigeno disciolto e ricca di nutrienti, sopra un substrato sabbioso.

## Descrizione
L'aspetto dello squalo dal collare sudafricano è molto simile a quello dello squalo dal collare: anch'esso ha un lungo corpo serpentiforme e una testa larga e appiattita. Gli occhi sono grandi e arrotondati. La bocca, di dimensioni considerevoli, è posta alla fine di un muso tronco, e contiene circa 30 file di denti nella mascella superiore e 27 file in quella inferiore. Ogni dente è munito di tre cuspidi sottili, ruvide e ricurve e di una base che si incastra con il dente che sta dietro; tra i vari denti sono presenti cuspidi piccolissime. Vi sono sei paia di lunghe fessure branchiali, le prime delle quali si riuniscono all'altezza della gola. Le pinne pettorali sono larghe e arrotondate e sono poste subito dietro alla sesta fessura branchiale. Le pinne pelviche e anali sono grandi e hanno basi lunghe e margini ricurvi. La pinna dorsale, singola, è posta molto indietro, sopra quella anale, ed ha una base breve. La pinna caudale è bassa e piuttosto triangolare, ed è priva di lobo inferiore.
Se paragonato allo squalo dal collare, lo squalo dal collare sudafricano si differenzia anche per alcune differenze nelle proporzioni, come testa e fessure branchiali più lunghe, occhi e narici più distanziati tra loro, bocca più larga ed una maggiore distanza tra la testa e le pinne pettorali. La femmina più grande finora catturata era l'olotipo immaturo di 117 cm, mentre il maschio più grande a noi conosciuto misura 99 cm. In vita questo squalo ha un colore grigio scuro, ma è ricoperto da una sottile membrana che gli fa assumere una tinta marrone scura uniforme.

## Biologia ed ecologia
Dai contenuti stomacali sembra che lo squalo dal collare sudafricano si nutra soprattutto di squali più piccoli, come il gattuccio africano (Galeus polli). La mascella, la cavità buccale e l'addome sono tutti molto estensibili, il che ha suggerito che tale squalo sia specializzato nel catturare e inghiottire prede intere, grazie anche alle file di denti aghiformi e ricurvi che impediscono ad esse di fuggire. Un esemplare di 92 cm aveva inghiottito un gattuccio fantasma (Apristurus sp.) che misurava il 40% della sua lunghezza corporea. Sebbene non siano ancora state catturate femmine adulte, si presume che la specie sia vivipara aplacentata come lo squalo dal collare. I maschi diventano maturi quando raggiungono una lunghezza di 91,5 cm.

## Conservazione
Lo squalo dal collare sudafricano è considerato a rischio minimo dall'Unione Internazionale per la Conservazione della Natura (IUCN).